# 伊里薩爾島
65°13′S 64°12′W / 65.217°S 64.200°W
伊里薩爾島（英語：Irizar Island）是南極洲的島嶼，屬於阿根廷群島中威廉群島的一部分，處於烏拉圭島東北面0.5英里，長0.8公里，由讓-巴蒂斯特·夏古率領的法國探險隊發現。